# 絲鰭櫛鰕虎
絲鰭櫛鰕虎（学名：Ctenogobiops mitodes），又名絲鰭櫛眼鰕虎魚，为鰕虎科櫛眼鰕虎魚屬下的一个种。